# Jorel Bellafonte
Jorel Bellafonte (ur. 2 marca 1995 roku) – kajmański piłkarz grający na pozycji napastnika reprezentujący drużynę narodową Kajmanów i klub Scholars International SC.

## Kariera klubowa
Jorel Bellafonte od 2018 roku reprezentował barwy kajmańskiego klubu Rome United SC. Od 1 lipca 2019 jest zawodnikiem innej drużyny z Kajmanów - Scholars International SC. 

## Kariera reprezentacyjna
Jorel Bellafonte zadebiutował w reprezentacji Kajmanów 5 września 2019 roku w wygranym 2:0 meczu z Wyspami Dziewiczymi Stanów Zjednoczonych. Do dnia 15.11.2020 w reprezentacji rozegrał 4 spotkania i strzelił 1 bramkę.

## Bramki w reprezentacji
| Nr | Data            | Obiekt                                      | Przeciwnik | Bramka na | Rezultat | Zawody                          |
| -- | --------------- | ------------------------------------------- | ---------- | --------- | -------- | ------------------------------- |
| 1. | 8 września 2019 | Truman Bodden Stadium, George Town, Kajmany | Barbados   | 3–2       | 3–2      | Liga Narodów CONCACAF 2019/2020 |